# Istigobius decoratus
Istigobius decoratus és una espècie de peix de la família dels gòbids i de l'ordre dels perciformes.

## Morfologia
Els mascles poden assolir els 13 cm de longitud total.

## Distribució geogràfica
Es troba des del Mar Roig fins a Samoa i Taiwan.